# Rajmund Tomasz Brzozowski
Rajmund Tomasz Brzozowski (ur. 1 stycznia 1885 w Wilnie, zm. ?) – tytularny pułkownik kawalerii Wojska Polskiego.

## Życiorys
Urodził się 1 stycznia 1885 w Wilnie, w rodzinie Władysława. Ukończył 2 Moskiewski Korpus Kadetów i Aleksandryjską Szkołę Wojskową. Służył w Siemionowskim Pułku Lejbgwardii, w którym od 7 grudnia 1908 dowodził oddziałem karabinów maszynowych. W czasie służby w armii rosyjskiej awansował na kolejne stopnie: podoficera 23 października 1903, podporucznika 22 kwietnia 1905, porucznika 6 grudnia 1909 ze starszeństwem z 22 kwietnia 1909 i sztabskapitana 14 kwietnia 1913 ze starszeństwem z 22 kwietnia 1913.
Po odzyskaniu niepodległości przez Polskę został przyjęty do Wojska Polskiego. 1 czerwca 1921 roku, będąc w stopniu pułkownika, pozostawał w dyspozycji Oddziału V Sztabu Ministerstwa Spraw Wojskowych, a jego oddziałem macierzystym był 41 pułk piechoty. 18 lutego 1922 roku został przeniesiony z korpusu oficerów piechoty do korpusu oficerów jazdy i wcielony do 18 pułku Ułanów Pomorskich w Toruniu. 3 maja 1922 roku został zweryfikowany w stopniu podpułkownika ze starszeństwem z dniem 1 czerwca 1919 roku i 75. lokatą w korpusie oficerów jazdy (od 1924 roku – kawalerii). 8 maja 1922 roku Minister Spraw Wojskowych zezwolił mu korzystać tytularnie ze stopnia pułkownika.
Od sierpnia 1922 roku pełnił obowiązki dowódcy 13 pułku ułanów w Nowej Wilejce. Od 14 października 1924 roku dowodził 16 pułkiem Ułanów Wielkopolskich w Bydgoszczy. 12 marca 1929 roku został zwolniony z zajmowanego stanowiska i pozostawiony bez przynależności służbowej z równoczesnym oddaniem do dyspozycji dowódcy Okręgu Korpusu Nr VII. Z dniem 31 sierpnia 1929 roku został przeniesiony w stan spoczynku. W 1934 roku pozostawał w ewidencji Powiatowej Komendy Uzupełnień Bydgoszcz Miasto. Posiadał przydział do Oficerskiej Kadry Okręgowej Nr VIII. Był wówczas „przewidziany do użycia w czasie wojny”.

## Ordery i odznaczenia
- Złoty Krzyż Zasługi (10 listopada 1928)[14]
- Medal Pamiątkowy za Wojnę 1918–1921
- Medal Dziesięciolecia Odzyskanej Niepodległości
- Krzyż Komandorski Orderu Zasługi Wojskowej (Bułgaria)[15]
- Order Krzyża Wolności III klasy (Estonia)[15]
- Order „Srebrnej Gwiazdy” (Bucharska Ludowa Republika Radziecka)[16]
- Order Świętego Stanisława 3 stopnia – 1906[2]